# Макс Вајлер
Максимилијан Вајлер (Винтертур, 25. септембар 1900. – 1. септембар 1969) био је швајцарски фудбалер који је играо на позицији одбрамбеног играча. Играо је за Велтхајм и Грасхопер, а такође је представљао Швајцарску. За своју репрезентацију одиграо је 37 утакмица, постигавши два гола,  и био је део репрезентације Швајцарске на Светском првенству у фудбалу 1934. године.
Након што се пензионисао из играчке каријере, водио је Шафхаузен између 1942. и 1947. године.